# Camila (novela)
Camila (título original: Camilla Dickinson) es una novela juvenil de 1951 de la escritora estadounidense Madeleine L'Engle. El argumento de la novela se centra en Camila Dickison, una joven quinceañera de Nueva York, que narra sobre sus experiencias en la deteriorada relación de sus padres, la ayuda de la amistad y la búsqueda de la identidad. En 1987, fue publicado por la editora española Alfaguara.
Originalmente, el libro fue publicado como Camilla Dickinson en 1951. Desde 1965, se tituló simplemente Camilla. El libro tiene una secuela llamada A Live Coal in the Sea (Un carbón vivo en el mar).

## Argumento
Camila se enfrenta a problemas importantes en su casa. Su madre, Rose, ha comenzado un romance con un hombre llamado Jacques. Su madre le pide a Camila mantenerlo en secreto, mientras que el padre de Camilla, Rafferty, le pide que sea honesto y decirle la verdad. Camila se debate entre su lealtad a los padres y empieza a darse cuenta de que son personas muy imperfectas. Sus padres son magníficos y ricos, pero se engañan entre ellos, a veces, a Camila.
Camila es una chica callada y retraída, sin ningún comportamiento igual a su madre y ella misma se admite en no querer ser como ella, criticando principalmente su belleza. Sueña con ser una astrónoma, por eso, siempre se escapa a mirar las estrellas por la ventana de su habitación para identificar las estrellas y constelación.
Luisa es su mejor amiga y es hija de padres bohemios que tienen una relación matrimonial tormentosa, lleno de discusiones y reprimendas que acaban en gritos. Luisa tiene un hermano llamado Frank. El muchacho comienza a tener interés por Camila, y para disgusto de Luisa, Frank y Camila se vuelven inseparables y exploran las calles de Nueva York, ingresando a sitios que ella normalmente no iría y reunirse con gente que nunca haría, como el mejor amigo de Frank, David, un veterano de guerra discapacitado.
Frank es la comprensión de sus problemas y ayuda a aceptar los defectos de sus padres. Frank alienta a Camila, diciendo que ella no se define por sus padres, sino por sí misma como realmente es. El par comparten ideas sobre la vida, la religión y la filosofía y se empiezan a formar una relación romántica. Camila se encuentra tan enamorada de Frank que ilusiona en besarlo en sus sueños.
Su felicidad se ve truncada cuando los problemas familiares empeoran. Los padres de Frank se separan y frank se ve obligado a moverse de manera súbita, distanciándose, junto a su padre. Los padres de Camila se dedican a su matrimonio y emprende un viaje a Europa juntos. Por desgracia, mientras sus padres están de viaje, Camila será enviada a un internado de nueva york. Mientras, Camila tiene el corazón roto por la pérdida de Frank, ella utiliza la fuerza interior que ha ganado en las últimas semanas para hacer frente a los cambios en su vida.
Camila se fue a un internado hasta que vuelvan sus padres, pero siempre amará a Frank
Y a finales ella fue infeliz.

## Personajes
- Camila Dickinson - protagonista, quinceañera y Callada, narradora de la obra.
- Rose Dickinson - madre de Camila, quién tiene una aventura amorosa en secreto, se quiso suicidar cortándose las venas por depresión. Ella es muy hermosa pero débil, torpe, necesitada y tiene un amante llamado ¨Jacques.
- Rafferty Dickinson - padre de Camila. Él es arquitecto, serio y frío. Sin embargo, él también es débil porque no puede dejar a Rose, sin importar lo que ella haga.
- Luisa Rowan - la mejor amiga de Camila. Tiene un carácter fuerte y es muy posesiva, especialmente cuando se trata de Camila. Sus padres también se enfrentan con graves problemas matrimoniales cuando se separan

- Frank Rowan - hermano mayor de Luisa (del cual Camila está enamorada), quién recientemente retornó de un internado. Es muy filosófico y apasionado, pero también tiene sus propios problemas.
- Jacques - amante de Rose. Parece muy inteligente pero también es muy manipulador.
- Carter Wilson: Criada de la familia Dickinson.
- Mona Rowan: Madre de Luisa y Frank, constantemente pelea con su marido, Bill.
- Bill Rowan: Es el padre de Luisa y Frank, el esposo de Mona y pelean constantemente (aunque Mona siempre empieza), es sacrificado, aunque el dinero que gana no le alcanza para mantener a su familia.
- Oscar Wilde: Perro de la familia Rowan.
- David Gauss: Amigo de Frank, antiguo soldado que perdió las piernas en la guerra.
- Señora Gauss: Mamá de David…
- Johnny Stephanowski: Fue el mejor amigo de Frank en su infancia, antes de que se disparara a sí mismo con una pistola.

- Señor y señora Stephanowski: Padres de Johnny Stephanowski, tienen una tienda de discos.
- Después tenemos algunos personajes de muy poca relevancia como el portero de Camila, el “chico del ascensor”, etc….

## Recepción
La novela recibió críticas generalmente buenas. Booklist dijo: "Un reflexiva historia sobre el primer romance de una niña, su devastación por los problemas maritales de sus padres, y el crecimiento de su propio sentido de sí misma está de vuelta en la impresión y quiere encontrar un amplio público entre los viejos y nuevos fanes de L'Engle. Perceptiva y oportuna. School Library Journal dijo que "es un amibicioso libro que busca una variedad de técnicas... y el carácter". En una crítica, Saturday Review dijo: "Hay una notable similitud entre este libro y El guardián entre el centeno de J. D. Salinger. Ambos cuentan en primera persona, y ambos se ocupan de los problemas de una sensible adolescente que intenta súbitamente cruzar la línea divisoria entre la infancia y la madurez. Camila de L'Engle tiene una fuerza innata y es más estable que Holden Caulfield, (personaje de El guardián entre el centeno)".